# Medialand
Medialand é uma produtora brasileira fundada em 2006 especializada em desenvolvimento de conteúdo para a televisão. Carla Albuquerque é fundadora da empresa, diretora, produtora executiva e membra oficial da Academia Internacional de Televisão (Emmy), além de ser uma profissional com vasta experiência em produção e programação no mercado nacional e internacional.
Durante a Mipcom de 2013, a revista internacional de TV, a Prensario, fez uma matéria especial sobre a Medialand, classificando-a como "Medialand: la mayor productora independiente de TV de Brasil".

## Produções
No dia 8 de fevereiro de 2010 estreou na RedeTV! o programa Operação de Risco, licenciamento do Operação Policial exibido pelo canal truTV. O programa era responsável pela segunda maior audiência do canal registrando 6 pontos de média de audiência na Grande São Paulo. Em maio de 2011, durante a terceira temporadas, o programa foi interrompido por falta de pagamento dos direitos do final da segunda temporada e do começo da terceira. No dia 3 de junho de 2013, Operação Policial deixou a truTV e estreou no Natgeo.  Um spin-off do programa chamado "Operação Policial - Nova Geração" entrou na grade do canal Investigação Discovery no dia 5 de agosto de 2015.
Em setembro de 2011 a produtora anunciou uma parceria com o canal truTV para a produção do programa Os Hermanos Perdidos no Brasil, as gravações da produção decorreram em novembro do mesmo ano. A série Os Hermanos Perdidos no Brasil também foi exibida em 2013 pelo Canal Futura e pelo canal BBCHD. Em 2014, o programa também estreou na PlayTV.
A truTV ainda coproduziu dois programas com a Medialand: em 2011, a série de realidade de bombeiros Resgate 193; a segunda série é Brasil - os desafios de um país que você não conhece que mostra diferentes tipos de esportes desconhecidos do país - para terminar "Brasil Desafios", a produtora levou um ano e meio gravando em vários pontos do Brasil.
No início de 2011 o Discovery Home & Health exibiu o especial Especiais Médicos com nove episódios, o programa teve como foco em novas tecnologias em prol de cura de doenças.
Estreado em 3 de julho de 2011 o quadro Câmera em Ação do programa Domingo Espetacular da Rede Record se tornou programa fixo na programação da emissora em 3 de setembro de 2012 com apresentação de Marcos Hummel.
Em 9 de outubro de 2012 estreou o programa Investigação Criminal exibido pelo canal A&E, ainda há o interesse em levar o programa para TV aberta até em 2013. Dia 19 de novembro de 2013, estreou a segunda temporada de Investigação Criminal, também no A&E. Menos de um ano depois, dia 17 de outubro de 2014, o Canal A&E anunciou a estreia da terceira temporada do Investigação Criminal. Em novembro de 2013, o Netflix também estreou a primeira temporada de "Investigação Criminal" em seu serviço de video on demand para o Brasil. A partir de 30 de agosto de 2015, o programa passou a ser exibido pelo Canal AXN, tantos as três temporadas anteriormente exibidas no Canal A&E como outras duas inéditas.
Em outubro de 2013, a Medialand fechou um acordo com a PlayTV para um pacote de produções, entre ficção e programas de reality-show. A primeira delas é a ficção Os C&D,[24] série sobre uma típica família de classe C, ou melhor, de classe D, que está se transformando em classe C e vive cercada por câmeras de um reality show. A sitcom mostra sonhos e conflitos dessa parcela da população que anda engordando o número de assinantes da TV paga. Um público que os canais pagos buscam agradar. [26]
Mantendo a tradição de programas policiais, a Medialand levou ao ar pelo Investigação Discovery a série de realidade DH - Divisão de Homicídios que retrata o dia a dia da polícia de homicídios do Brasil. A primeira temporada estreou em setembro de 2013, e segunda temporada começou em outubro de 2014. A terceira temporada de 13 episódios estreou em julho de 2015.
O canal Bio. estreou Socorro Imediato, programa de realidade de bombeiros, em setembro de 2013. No dia 1.o de julho de 2014, o Canal Lifetime estreou no Brasil e relançou o Socorro Imediato na América Latina. O Canal Lifetime também produziu com a Medialand sua primeira série original brasileira, o Mulheres em Ação, que estreou em setembro de 2014.
Em fevereiro de 2014, a Medialand estreou duas novas séries de ficção no canal MGM para o Brasil e toda América Latina. Força de Elite acompanha uma equipe de investigação policial focada em desmontar uma quadrilha criminosa liderada por pessoas influentes na sociedade brasileira. Muito Além do Medo é narrada por um fantasma, a “Menininha”, que narra as histórias das diferentes pessoas que passam pela casa a qual assombra. Ambas as séries tem quatro episódios por temporada. São produzidas pela Medialand, com direção de Carla Albuquerque e roteiro de Beto Ribeiro, com produção executiva dos dois.
No dia 1° de fevereiro de 2014, a Medialand lançou a primeira produção original da BBC no Brasil, a série de culinária Brazil CookBook apresentado pela chefe Leticia Massula.
Ainda em coprodução com a BBC, a Medialand produziu a série "Camisa Oficial" em comemoração à Copa do Mundo, em julho de 2014.
No segundo semestre de 2014, o canal AXN anunciou sua primeira série de realidade brasileira em parceria com a Medialand. Trata-se do reality policial P.O.L.I.C.I.A. O canal Natgeo também estreou uma série de realidade da Medialand no segundo semestre de 2014: Anjos da Guarda, que retrata o dia-a-dia dos bombeiros de Santa Catarina.
Em novembro de 2014, o Fundo Setorial da Ancine anunciou aporte de R$1 milhão para a série de ficção da Medialand, o "Filme B", telefilmes que homenageiam os filmes de linha b - como vampiros e zumbis.
Em dezembro de 2014, o Fundo Setorial da Ancine anunciou aporte de pouco mais de R$1 milhão para a segunda temporada da série de ficção da Medialand, o "Muito Além do Medo", com vinte episódios. A série estreou em 2016, no AMC.
Para 2015, a Medialand e a PlayTV anunciaram a parceria para mais duas séries de TV: "Hackers" - documentários sobre os hackers brasileiros e "Show de Polícia", série de realidade em 26 episódios, que acompanha todo o esquema de segurança de vários eventos do Rio e São Paulo.
O Canal E!, em fevereiro de 2015, estreou duas produções da Medialand, "Os Hermanos Perdidos no Brasil" - com a promessa de uma segunda temporada com mulheres à frente da Kombi que viaja pelo Brasil - e a série de ficção "Os Amargos".
A produtora estreou a série de culinária "Brazil CookBook" na África, em 2015.
A Medialand recebeu em 2015 recursos do Fundo Setorial da Ancine para duas novas séries: “Terra Brasil”, para a BBC, sobre a natureza no país; e para a ficção, “Gamebros”, para a PlayTV, que retrata a vida de um hacker e visa o público adolescente e que retrata o universo dos fãs dos videogames. Ambas só vão estrear em 2017.
Três séries da Medialand estão sendo exibidas na Coreia do Sul, pelo canal EPG. São elas: "Investigação Criminal", "Os Hermanos Perdidos no Brasil" e "Operação Policial".
A Medialand e a Rede NGT firmaram uma parceria para o canal exibir 340 horas de programação com séries da produtora a partir de maio de 2015.
Em 10 de junho de 2015, na celebração dos 70 anos do final da Segunda Guerra Mundial, o Discovery Civilization apresentou uma série brasileira com sobreviventes do Holocausto que escolheram o Brasil para morar. Com realização da Medialand, "Nos Campos do Holocausto" tem oito episódios. Beto Ribeiro, criador, roteirista e produtor executivo da série visitou diversas vezes a Alemanha e o Leste Europeu, onde conheceu campos de concentração e guetos, para entender melhor o assunto. Foram seis anos da concepção à realização, diz. Cada episódio traz um sobrevivente relembrando sua vida antes, durante e depois do Holocausto. "Muita gente acha que só existiram campos de concentração", explica Beto. "Por isso, nos preocupamos em gravar com diferentes personagens que mostrem que a forma de sobrevivência mudava de acordo com o lugar onde os prisioneiros estavam. Temos sobreviventes de guetos, campos de concentração, campos de extermínio, judeus que viveram escondidos de casa em casa ou até no meio da floresta, esperando o fim da guerra". "Também mostramos objetos pessoais que alguns sobreviventes conseguiram trazer da Europa, como pijamas, estrelas de David, fotos da família que muitos nunca mais viram", conta Carla Albuquerque, diretora geral da Medialand e produtora executiva da série.
Em julho de 2015, foi lançado pelo canal Discovery Turbo a série "Test Drive" mostrando motoristas comuns que colocam seus próprios carros em pistas de corridas pelo Brasil. A primeira temporada possui 8 episódios.
O Canal Sony comprou da Medialand a série de culinária "Receitas Brasil", apresentada pela chef Leticia Massula. A estreia acontece em novembro de 2015. Segundo Flavio Ricco, colunista do UOL, "Em 24 episódios, a chef Letícia Massula vai mostrar os mais diferentes pratos com tempero do país, destacando desde a busca dos ingredientes por São Paulo, até receber convidados especiais em sua casa na Vila Madalena, em São Paulo, para saborearem os mais diferentes cardápios. A atriz Ilana Kaplan e a estilista Adriana Barra já estão confirmadas nas primeiras edições."
Em 2018, estrearam novas séries da produtora:
- “Prato do Dia” – TLC Discovery - série de culinária com Leticia Massula
- “Terra Brasil” – Canal Animal Planet[52] / Netflix  - com Aruay Goldschmidt, Anderson Santos, Mayra Abbodanza, em que viajam por diferentes parques do Brasil.
- “Anatomia do Crime” – Canal Investigação Discovery[53] /  Netflix - com Carlos de Faria, Christian Costa e Guido Palomba (entre outros) revelando a mente dos criminosos.
- “Geek”  – Netflix / Canal PlayTV - com toda a história dos Geeks atuais.
- “Hackers” – Canal PlayTV / TLC[54] - mostrando a realidade da vida virtual.

- “Filme B” – Canal Brasil - 5 telefilmes: "A Bonequinha da Mamãe", "Entre Mortos e Vivos", "O Vampiro da Paulista", "A Van Assassina" e "Os Mutantes do Espaço"[55][56][57][58][59][60][61]

- “Gamebros” – Ficção – Canal PlayTV[62] / Canal PrimeBOX / Netflix

- “Velhas Amigas” – Ficção - Canal PrimeBOX / Netflix

Em 2019, produções Medialand entraram na Amazon Prime Video:
- Muito Além do Medo - 1 Temporada
- Divisão de Homicídios - 3 Temporadas
- Operação Policial - 5 Temporadas
- Crimes Perversos - Temporada 1 (até 2019), depois foi dividida e colocada no quadro Investigação Criminal que pulou de 7 para 9 temporadas com essa junção.
- Nos Campos do Holocausto - Temporada 1
- Hackers - Temporada 1 e 2
- Prato do Dia - Temporada 1
- Série Saúde - Temporada 1
- Anatomia do Crime - Temporada 3
- Força de Elite - Temporada 1
- Anjos da Guarda - Temporada 1
- Test Drive - Temporada 1
- Geek - Temporada 2
- Torneios Brasil - Temporada 1
- Receitas Brasil - Temporada 1
- Eu odeio meu chefe - Temporada 1